# ベヨネース列岩

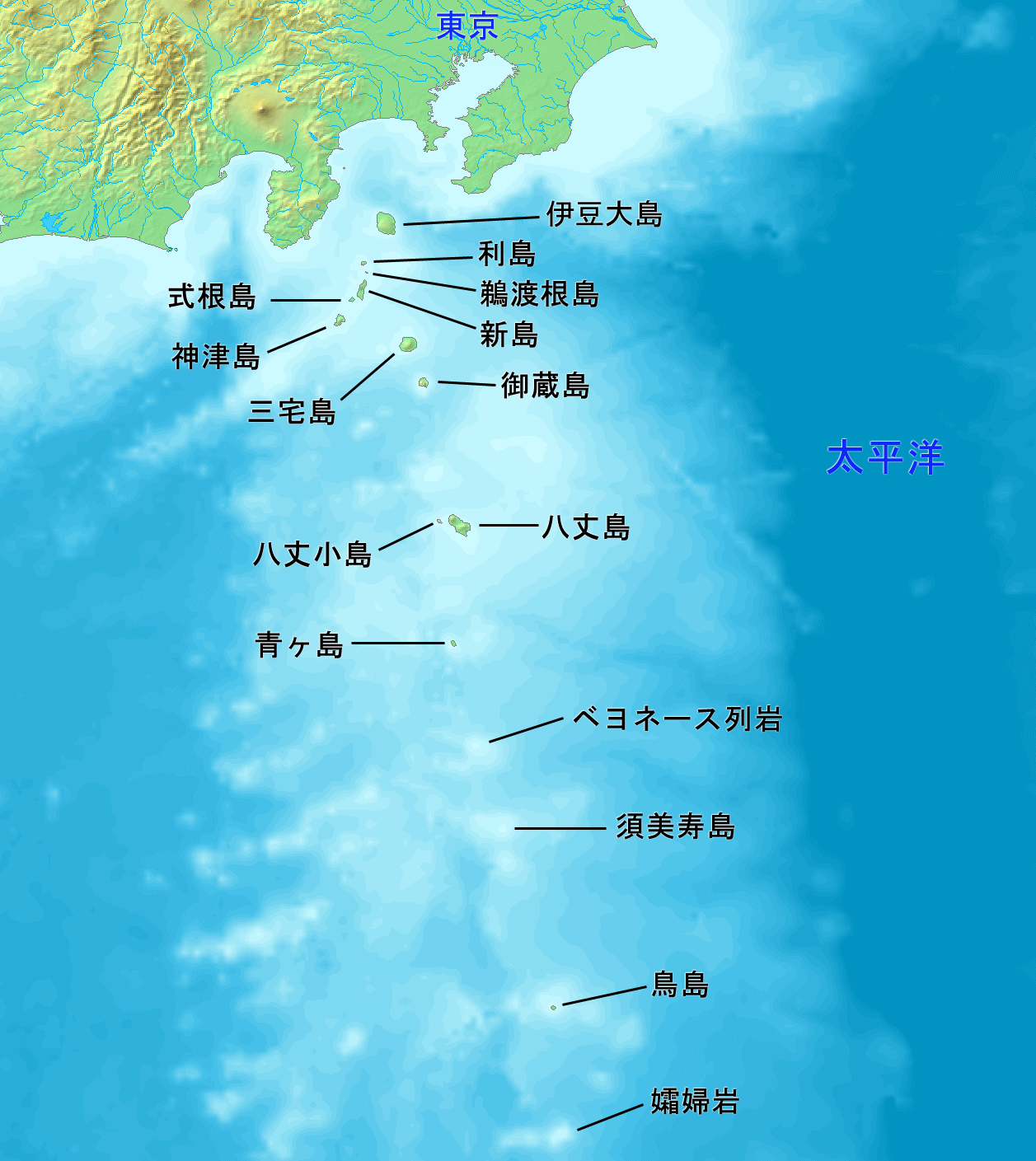
位置

ベヨネース列岩（ベヨネースれつがん、英語：英語: Bayonnaise Rocks）は、ベヨネース岩礁、ハロースとも呼ばれる伊豆諸島（東京都八丈支庁）の岩礁群。
命名由来のBayonna（フランス語発音：[ba.jɔ.nɛz]）は「バヨネーズ」と表音するのが妥当だが、日本の従来表記（
国土地理院、
気象庁、
海上保安庁

）ではベヨネース列岩を採用しているため、本稿でもそれに倣う。

## 地理
伊豆諸島南部、東京から南に408キロメートル、青ヶ島の南約65キロメートルに位置し、3個の烏帽子形の大岩礁と数個の小岩礁から成る。
最高標高は9.9メートルで、周囲に風や波を避けるものはなく、よほどの凪でなければ上陸は困難である。
東8キロメートルに位置する海底カルデラ「明神礁カルデラ」のカルデラ縁上に位置するが、形成時期は明神礁カルデラより古い。
植生はほとんどない。
渡り鳥の休息地でもある。
近海はカツオなどの大型魚を狙う人々の釣り場であり、八丈島から釣り船で6時間ほどである。
また付近の海底にあるベヨネース海丘で海底熱水鉱床が発見されており、金・銀・銅などを含んでいる。
気象庁は「ベヨネース列岩」を活火山名として登録しているが、事実上の活火山は先カルデラ火山（ベヨネース列岩など）、明神礁カルデラ、後カルデラ火山（明神礁、高根礁など）を総括した明神火山となっており、有史以降の火山活動は主に明神礁で見られ、1998年の調査では、その火口中央付近から気泡が出ているのが確認された。

## 歴史
1846年にフランス海軍のコルベット「J・R・バヨネーズ」が発見、名前はこれに由来する。
1869年に波浪礁を記録、
1896年以降、火山活動による海面異常や海底噴火がみられ、
1906年、
1946年（高さ100m）、
1952年 - 1953年には付近の明神礁で新島も出現した。この新島は青ヶ島からも遠望できるほどに成長した。
1953年10月5日にアメリカの海洋観測船「ベアード」の調査団長がゴムボートで上陸、岩石採取に成功する。この岩石は日本にも寄贈された。本列岩は波浪で上陸困難だったことから、波浪の巣という意味で別名「ハロース」とも呼ばれるようになった。
1993年6月と1999年1月に海上保安庁は測量船「昭洋」を用いて観測し、前者は無人測量船「マンボウII」が火口頂部付近から噴出する気泡を確認し、最浅部は50m、後者は自航式ブイ「マンボウ」が測った最浅部は47mであった。
2012年3月15日に東京都議会で日本名への改名が提案され、石原慎太郎知事も同調したが、2024年現在実施されていない。
2017年および2023年には、噴火活動と海水の変色が確認され、航行警報および噴火警報が発表され、それは今でも続いている。

### 注
1. ↑  【火山の概要】（『日本周辺海域火山通覧』より[7]（前略）比高は約1,400mで、山麓には多数の崩壊地形が見られる。また、西側外輪山の一部としてベヨネース列岩を持つ。ベヨネース列岩は３個の烏帽子型の岩と数個の小礁から成り、玄武岩で構成されている（SiO2 52％）。明神礁は最浅水深50mの円錐形の山体であり、1870～1970年までの100年間に11回の噴火を起こし、現在、最も活発に活動している部分である。大噴火時には多量のデイサイト質軽石（SiO2 63～69％）を噴出している[7]。
2. 1 2 3 4 5  明神礁（ベヨネース列岩）の火山名の表記は、典拠に完全に一致する場合に限定[7][11]。）
  - 概要：溶岩+降下テフラ
  - 火山地形：Ca※
  - 年代[7]
    - 1869年波浪礁
    - 1906年噴煙
    - 1915年2月浅瀬、4月海中噴火、6～7月海中噴火
    - 1934年海中黄変色・硫黄臭
    - 1946年2月新島、4月新島複数、10月新島高さ100m、12月新島沈下、波浪礁
    - 1952年9月爆発新島出現・消滅、10月新島再出現
    - 1953年3～4月大爆発多数・新島一時水没、8～9月大爆発多数・新島水没
    - 1960年7月海中噴火、軽石抛出

::"※"＝火山地形略記号 CA：カルデラ。